# Campeonato Transición de Primera D 2020
El Campeonato Transición de Primera D 2020, oficialmente Campeonato Transición de Primera División D 2020 y también llamado Campeonato de Primera D Transición 2020, fue la septuagésima segunda temporada del torneo, quinta categoría del fútbol argentino en el orden de los clubes directamente afiliados a la AFA. Fue organizado de manera contingente, tras la cancelación del Campeonato de Primera D 2019-20 a causa de la pandemia de covid-19. Participaron los catorce equipos que intervinieron en el torneo abortado. 
Consagró campeón al equipo del Club Atlético Claypole, que obtuvo su segundo título en el torneo y logró el primer ascenso a la Primera C. Por su parte, el Club Atlético Atlas ganó la Fase por el segundo ascenso y obtuvo así su primer logro después de 56 años en la categoría.

## Equipos participantes
| Equipo                   | Ciudad            | Estadio                  | Capacidad |
| ------------------------ | ----------------- | ------------------------ | --------- |
| Argentino                | Rosario           | José Martín Olaeta       | 6800      |
| Atlas                    | General Rodríguez | Ricardo Puga             | 2500      |
| Central Ballester        | José León Suárez  | No posee                 | -         |
| Centro Español           | Villa Sarmiento   | No posee                 | -         |
| Claypole                 | Claypole          | Rodolfo Vicente Capocasa | 1000      |
| Defensores de Cambaceres | Ensenada          | 12 de Octubre            | 8500      |
| Deportivo Paraguayo      | Buenos Aires      | No posee                 | -         |
| Juventud Unida           | San Miguel        | Ciudad de San Miguel     | 3200      |
| Liniers                  | San Justo         | Juan Antonio Arias       | 3500      |
| Lugano                   | Tapiales          | José María Moraños       | 1000      |
| Muñiz                    | Muñiz             | No posee                 | -         |
| Puerto Nuevo             | Campana           | Rubén Carlos Vallejos    | 500       |
| Sportivo Barracas        | Buenos Aires      | No posee                 | -         |
| Yupanqui                 | Buenos Aires      | No posee                 | -         |

| 1. 2. 3. 4. 5. 6. |

### Distribución geográfica de los equipos
| Región                                   | Cant. | Equipos                                                                              |
| ---------------------------------------- | ----- | ------------------------------------------------------------------------------------ |
| Conurbano bonaerense                     | 7     | Central Ballester, Centro Español, Claypole, Juventud Unida, Liniers, Lugano y Muñiz |
| Ciudad de Buenos Aires                   | 3     | Deportivo Paraguayo, Sportivo Barracas y Yupanqui                                    |
| Interior de la provincia de Buenos Aires | 2     | Atlas y Puerto Nuevo                                                                 |
| Gran La Plata                            | 1     | Defensores de Cambaceres                                                             |
| Ciudad de Rosario                        | 1     | Argentino                                                                            |

## Formato

### Fase primer ascenso a la Primera C

#### Etapa clasificación
La disputaron Liniers (ganador del Torneo Apertura del campeonato 2019-20) y los seis mejores equipos de la tabla general de posiciones de ese certamen, en una rueda por el sistema de todos contra todos.

#### Etapa final
Si el ganador de la Etapa clasificación hubiera sido Liniers, habría sido declarado campeón y ascendido directamente. 
Al ser otro club, disputó una final con aquel, en partido único a jugarse en la cancha de Liniers. El vencedor fue declarado campeón y ascendió a la Primera C. En caso de empate, el campeón y ascendido hubiera sido Liniers. El perdedor pasó a las Semifinales por el segundo ascenso.
Los seis equipos restantes pasaron a Cuartos de final de la Fase segundo ascenso.

### Fase segundo ascenso a la Primera C

#### Etapa clasificación
La disputaron los siete equipos restantes que no participaron de la Fase primer ascenso, que jugaron por el sistema de todos contra todos, a una rueda. El ganador clasificó a la Primera instancia de la Etapa eliminatoria.

#### Primera instancia de la etapa eliminatoria
A partir de esta instancia se produjeron cruces por eliminación directa, a un solo partido en cancha neutral. En caso de empate, se ejecutaron tiros desde el punto penal.
La disputaron seis equipos, los cinco provenientes de la Fase primer ascenso y el clasificado en esta.

#### Semifinales de la etapa eliminatoria
Las disputaron cuatro equipos, los vencedores en la Primera instancia y, en algún momento, el segundo de la Etapa clasificación de la Fase por el primer ascenso o el perdedor de la final, según si el ganador de esa etapa fuera o no Liniers.

#### Final de la etapa eliminatoria
La disputaron los dos semifinalistas ganadores. El vencedor obtuvo el segundo ascenso a la Primera C.

## Fase primer ascenso

### Etapa clasificación

##### Tabla de posiciones final
| Pos. | Equipo                   | Pts. | PJ | PG | PE | PP | GF | GC | Dif. |
| ---- | ------------------------ | ---- | -- | -- | -- | -- | -- | -- | ---- |
| 1.º  | Claypole                 | 12   | 6  | 3  | 3  | 0  | 8  | 5  | 3    |
| 2.º  | Sportivo Barracas        | 11   | 6  | 3  | 2  | 1  | 9  | 3  | 6    |
| 3.º  | Liniers                  | 9    | 6  | 2  | 3  | 1  | 5  | 5  | 0    |
| 4.º  | Atlas                    | 7    | 6  | 1  | 4  | 1  | 4  | 4  | 0    |
| 5.º  | Deportivo Paraguayo      | 6    | 6  | 1  | 3  | 2  | 4  | 6  | −2   |
| 6.º  | Lugano                   | 4    | 6  | 0  | 4  | 2  | 2  | 4  | −2   |
| 7.º  | Defensores de Cambaceres | 4    | 6  | 1  | 1  | 4  | 3  | 8  | −5   |

|  | Ganó la final por el título de campeón.                                                                           |
|  | Pasaron a la Primera instancia de la Etapa eliminatoria por el segundo ascenso.                                   |
|  | Perdió la final por el título de campeón. Pasó a las semifinales de la etapa eliminatoria por el segundo ascenso. |

###### Evolución de las posiciones
| Equipo / Fecha           | 1   | 2   | 3   | 4   | 5   | 6   | 7   |
| ------------------------ | --- | --- | --- | --- | --- | --- | --- |
| Atlas                    | 1.º | 2.º | 4.° | 4.° | 4.° | 4.° | 4.º |
| Claypole                 | 1.° | 1.° | 1.° | 1.° | 2.º | 1.º | 1.º |
| Defensores de Cambaceres | 5.º | 4.° | 4.° | 5.º | 6.º | 7.º | 7.º |
| Deportivo Paraguayo      | 1.º | 3.° | 3.° | 6.º | 5.° | 5.° | 5.º |
| Liniers                  | -   | 5.º | 1.º | 3.° | 3.° | 2.° | 3.º |
| Lugano                   | 5.º | 7.° | 7.° | 7.° | 7.° | 6.º | 6.º |
| Sportivo Barracas        | 5.º | 6.° | 6.° | 2.º | 1.º | 3.º | 2.º |

|  |

##### Resultados
| Fecha 1                  | Fecha 1   | Fecha 1   | Fecha 1                | Fecha 1        | Fecha 1 |
| Local                    | Resultado | Visitante | Estadio                | Fecha          | Hora    |
| ------------------------ | --------- | --------- | ---------------------- | -------------- | ------- |
| Deportivo Paraguayo      | 1 - 0     | Lugano    | Juan Antonio Arias     | 4 de diciembre | 17:10   |
| Sportivo Barracas        | 0 - 1     | Claypole  | Nuevo Francisco Urbano | 5 de diciembre | 17:10   |
| Defensores de Cambaceres | 0 - 1     | Atlas     | 12 de Octubre          | 5 de diciembre | 17:10   |
| Libre: Liniers           |           |           |                        |                |         |

| Fecha 2                    | Fecha 2   | Fecha 2                  | Fecha 2                  | Fecha 2        | Fecha 2 |
| Local                      | Resultado | Visitante                | Estadio                  | Fecha          | Hora    |
| -------------------------- | --------- | ------------------------ | ------------------------ | -------------- | ------- |
| Lugano                     | 0 - 1     | Defensores de Cambaceres | José María Moraños       | 8 de diciembre | 17:10   |
| Atlas                      | 1 - 1     | Sportivo Barracas        | Ricardo Puga             | 8 de diciembre | 17:10   |
| Claypole                   | 2 - 2     | Liniers                  | Rodolfo Vicente Capocasa | 8 de diciembre | 17:10   |
| Libre: Deportivo Paraguayo |           |                          |                          |                |         |

| Fecha 3                  | Fecha 3   | Fecha 3             | Fecha 3                | Fecha 3         | Fecha 3 |
| Local                    | Resultado | Visitante           | Estadio                | Fecha           | Hora    |
| ------------------------ | --------- | ------------------- | ---------------------- | --------------- | ------- |
| Liniers                  | 1 - 0     | Atlas               | Juan Antonio Arias     | 13 de diciembre | 17:10   |
| Sportivo Barracas        | 0 - 0     | Lugano              | Nuevo Francisco Urbano | 14 de diciembre | 17:10   |
| Defensores de Cambaceres | 1 - 1     | Deportivo Paraguayo | 12 de Octubre          | 14 de diciembre | 17:10   |
| Libre: Claypole          |           |                     |                        |                 |         |

| Fecha 4                         | Fecha 4   | Fecha 4           | Fecha 4            | Fecha 4         | Fecha 4 |
| Local                           | Resultado | Visitante         | Estadio            | Fecha           | Hora    |
| ------------------------------- | --------- | ----------------- | ------------------ | --------------- | ------- |
| Lugano                          | 0 - 0     | Liniers           | José María Moraños | 18 de diciembre | 17:10   |
| Deportivo Paraguayo             | 1 - 3     | Sportivo Barracas | Juan Antonio Arias | 21 de diciembre | 17:10   |
| Atlas                           | 1 - 1     | Claypole          | Ricardo Puga       | 21 de diciembre | 17:10   |
| Libre: Defensores de Cambaceres |           |                   |                    |                 |         |

| Fecha 5           | Fecha 5   | Fecha 5                  | Fecha 5                  | Fecha 5         | Fecha 5 |
| Local             | Resultado | Visitante                | Estadio                  | Fecha           | Hora    |
| ----------------- | --------- | ------------------------ | ------------------------ | --------------- | ------- |
| Claypole          | 2 - 2     | Lugano                   | Rodolfo Vicente Capocasa | 27 de diciembre | 17:10   |
| Liniers           | 0 - 0     | Deportivo Paraguayo      | Juan Antonio Arias       | 28 de diciembre | 17:10   |
| Sportivo Barracas | 3 - 0     | Defensores de Cambaceres | Nuevo Francisco Urbano   | 29 de diciembre | 17:10   |
| Libre: Atlas      |           |                          |                          |                 |         |

| Fecha 6                  | Fecha 6   | Fecha 6   | Fecha 6            | Fecha 6    | Fecha 6 |
| Local                    | Resultado | Visitante | Estadio            | Fecha      | Hora    |
| ------------------------ | --------- | --------- | ------------------ | ---------- | ------- |
| Lugano                   | 0 - 0     | Atlas     | José María Moraños | 3 de enero | 17:10   |
| Defensores de Cambaceres | 1 - 2     | Liniers   | 12 de Octubre      | 4 de enero | 17:10   |
| Deportivo Paraguayo      | 0 - 1     | Claypole  | Juan Antonio Arias | 5 de enero | 17:10   |
| Libre: Sportivo Barracas |           |           |                    |            |         |

| Fecha 7       | Fecha 7   | Fecha 7                  | Fecha 7                  | Fecha 7     | Fecha 7 |
| Local         | Resultado | Visitante                | Estadio                  | Fecha       | Hora    |
| ------------- | --------- | ------------------------ | ------------------------ | ----------- | ------- |
| Atlas         | 1 - 1     | Deportivo Paraguayo      | Ricardo Puga             | 12 de enero | 17:10   |
| Claypole      | 1 - 0     | Defensores de Cambaceres | Rodolfo Vicente Capocasa | 12 de enero | 17:10   |
| Liniers       | 0 - 2     | Sportivo Barracas        | Juan Antonio Arias       | 12 de enero | 17:10   |
| Libre: Lugano |           |                          |                          |             |         |

### Etapa final
La disputaron Liniers, ganador del Torneo Apertura del campeonato 2019-20, y Claypole, que obtuvo el primer puesto en la clasificación. El ganador se consagró campeón y logró el primer ascenso. El perdedor pasó a las Semifinales de la Etapa eliminatoria por el segundo ascenso.
| Partido                                                  | Partido   | Partido   | Partido            | Partido     | Partido |
| Local                                                    | Resultado | Visitante | Estadio            | Fecha       | Hora    |
| -------------------------------------------------------- | --------- | --------- | ------------------ | ----------- | ------- |
| Liniers                                                  | 0 - 1     | Claypole  | Juan Antonio Arias | 16 de enero | 17:00   |
| Claypole obtuvo el campeonato y ascendió a la Primera C. |           |           |                    |             |         |

## Fase segundo ascenso

### Etapa clasificación

#### Tabla de posiciones final
| Pos. | Equipo               | Pts. | PJ | PG | PE | PP | GF | GC | Dif. |
| ---- | -------------------- | ---- | -- | -- | -- | -- | -- | -- | ---- |
| 1.º  | Centro Español       | 12   | 6  | 3  | 3  | 0  | 8  | 5  | 3    |
| 2.º  | Argentino de Rosario | 11   | 6  | 3  | 2  | 1  | 9  | 5  | 4    |
| 3.º  | Juventud Unida       | 7    | 6  | 1  | 4  | 1  | 6  | 5  | 1    |
| 4.º  | Yupanqui             | 7    | 6  | 2  | 1  | 3  | 5  | 7  | −2   |
| 5.º  | Puerto Nuevo         | 7    | 6  | 2  | 1  | 3  | 7  | 10 | −3   |
| 6.º  | Central Ballester    | 6    | 6  | 1  | 3  | 2  | 6  | 6  | 0    |
| 7.º  | Muñiz                | 5    | 6  | 1  | 2  | 3  | 6  | 9  | −3   |

|  | Clasificó a la Primera instancia de la etapa eliminatoria. |

##### Evolución de las posiciones
| Equipo / Fecha       | 1   | 2   | 3   | 4   | 5   | 6   | 7   |
| -------------------- | --- | --- | --- | --- | --- | --- | --- |
| Argentino de Rosario | 2.º | 1.° | 1.° | 1.° | 1.° | 1.º | 2.º |
| Central Ballester    | 1.º | 2.º | 2.º | 2.º | 3.º | 5.º | 5.º |
| Centro Español       | 3.º | 4.º | 4.º | 5.º | 5.º | 2.º | 1.º |
| Juventud Unida       | 3.º | 3.º | 6.º | 3.º | 4.º | 3.º | 3.º |
| Muñiz                | 6.º | 6.º | 5.º | 6.º | 6.º | 7.º | 7.º |
| Puerto Nuevo         | 7.º | 7.º | 3.º | 4.º | 2.º | 4.º | 5.º |
| Yupanqui             | -   | 5.º | 7.º | 7.º | 7.º | 6.º | 4.º |

|  |

#### Resultados
| Fecha 1         | Fecha 1   | Fecha 1              | Fecha 1               | Fecha 1        | Fecha 1 |
| Local           | Resultado | Visitante            | Estadio               | Fecha          | Hora    |
| --------------- | --------- | -------------------- | --------------------- | -------------- | ------- |
| Puerto Nuevo    | 0 - 2     | Central Ballester    | Rubén Carlos Vallejos | 4 de diciembre | 17:10   |
| Centro Español  | 1 - 1     | Juventud Unida       | Carlos Alberto Sacaan | 4 de diciembre | 17:10   |
| Muñiz           | 0 - 1     | Argentino de Rosario | José María Moraños    | 5 de diciembre | 17:10   |
| Libre: Yupanqui |           |                      |                       |                |         |

| Fecha 2               | Fecha 2   | Fecha 2      | Fecha 2               | Fecha 2        | Fecha 2 |
| Local                 | Resultado | Visitante    | Estadio               | Fecha          | Hora    |
| --------------------- | --------- | ------------ | --------------------- | -------------- | ------- |
| Juventud Unida        | 0 - 0     | Muñiz        | Ciudad de San Miguel  | 8 de diciembre | 17:10   |
| Argentino de Rosario  | 4 - 1     | Puerto Nuevo | José Martín Olaeta    | 8 de diciembre | 17:10   |
| Central Ballester     | 0 - 0     | Yupanqui     | Ciudad de San Miguel. | 9 de diciembre | 17:10   |
| Libre: Centro Español |           |              |                       |                |         |

| Fecha 3                  | Fecha 3   | Fecha 3              | Fecha 3               | Fecha 3         | Fecha 3 |
| Local                    | Resultado | Visitante            | Estadio               | Fecha           | Hora    |
| ------------------------ | --------- | -------------------- | --------------------- | --------------- | ------- |
| Muñiz                    | 1 - 1     | Centro Español       | José María Moraños    | 12 de diciembre | 17:10   |
| Puerto Nuevo             | 2 - 0     | Juventud Unida       | Rubén Carlos Vallejos | 13 de diciembre | 17:10   |
| Yupanqui                 | 1 - 2     | Argentino de Rosario | Merlo                 | 14 de diciembre | 17:10   |
| Libre: Central Ballester |           |                      |                       |                 |         |

| Fecha 4              | Fecha 4   | Fecha 4           | Fecha 4               | Fecha 4         | Fecha 4 |
| Local                | Resultado | Visitante         | Estadio               | Fecha           | Hora    |
| -------------------- | --------- | ----------------- | --------------------- | --------------- | ------- |
| Argentino de Rosario | 0 - 0     | Central Ballester | José Martín Olaeta    | 19 de diciembre | 17:10   |
| Centro Español       | 0 - 0     | Puerto Nuevo      | Carlos Alberto Sacaan | 21 de diciembre | 17:10   |
| Juventud Unida       | 3 - 0     | Yupanqui          | Ciudad de San Miguel  | 21 de diciembre | 17:10   |
| Libre: Muñiz         |           |                   |                       |                 |         |

| Fecha 5                     | Fecha 5   | Fecha 5        | Fecha 5               | Fecha 5         | Fecha 5 |
| Local                       | Resultado | Visitante      | Estadio               | Fecha           | Hora    |
| --------------------------- | --------- | -------------- | --------------------- | --------------- | ------- |
| Central Ballester           | 1 - 1     | Juventud Unida | Ciudad de San Miguel  | 29 de diciembre | 17:10   |
| Yupanqui                    | 1 - 2     | Centro Español | Merlo                 | 29 de diciembre | 17:10   |
| Puerto Nuevo                | 4 - 2     | Muñiz          | Rubén Carlos Vallejos | 29 de diciembre | 17:10   |
| Libre: Argentino de Rosario |           |                |                       |                 |         |

| Fecha 6             | Fecha 6   | Fecha 6              | Fecha 6               | Fecha 6    | Fecha 6 |
| Local               | Resultado | Visitante            | Estadio               | Fecha      | Hora    |
| ------------------- | --------- | -------------------- | --------------------- | ---------- | ------- |
| Muñiz               | 0 - 1     | Yupanqui             | José María Moraños    | 4 de enero | 17:10   |
| Centro Español      | 2 - 1     | Central Ballester    | Carlos Alberto Sacaan | 5 de enero | 17:10   |
| Juventud Unida      | 1 - 1     | Argentino de Rosario | Ciudad de San Miguel  | 5 de enero | 17:10   |
| Libre: Puerto Nuevo |           |                      |                       |            |         |

| Fecha 7               | Fecha 7   | Fecha 7        | Fecha 7              | Fecha 7     | Fecha 7 |
| Local                 | Resultado | Visitante      | Estadio              | Fecha       | Hora    |
| --------------------- | --------- | -------------- | -------------------- | ----------- | ------- |
| Yupanqui              | 2 - 0     | Puerto Nuevo   | Merlo                | 7 de enero  | 17:10   |
| Argentino de Rosario  | 1 - 2     | Centro Español | José Martín Olaeta   | 10 de enero | 17:10   |
| Central Ballester     | 2 - 3     | Muñiz          | Ciudad de San Miguel | 10 de enero | 17:10   |
| Libre: Juventud Unida |           |                |                      |             |         |

### Etapa eliminatoria
Se jugó en tres rondas (Primera instancia, Semifinales y Final) por eliminación directa, a un solo partido en cancha neutral. En caso de empate, se ejecutaron tiros desde el punto penal.

#### Cuadro de desarrollo
|  | Primera instancia | Primera instancia        | Primera instancia |                     |       | Semifinales       | Semifinales | Semifinales |  |   | Final       | Final       | Final       |  |
|  | 18 de enero       | 18 de enero              | 18 de enero       |                     |       | 23 de enero       | 23 de enero | 23 de enero |  |   | 30 de enero | 30 de enero | 30 de enero |  |
|  |                   |                          |                   |                     |       |                   |             |             |  |   |             |             |             |  |
|  |                   |                          |                   |                     |       |                   |             |             |  |   |             |             |             |  |
|  |                   |                          |                   |                     |       |                   |             |             |  |   |             |             |             |  |
|  |                   |                          |                   |                     |       |                   |             |             |  |   |             |             |             |  |
|  |                   |                          |                   |                     |       |                   |             |             |  |   |             |             |             |  |
|  |                   | 2                        | Liniers           | 0 (5)               |       |                   |             |             |  |   |             |             |             |  |
|  |                   |                          |                   | 0 (5)               |       |                   |             |             |  |   |             |             |             |  |
|  |                   |                          | 3                 | Atlas               | 0 (6) |                   |             |             |  |   |             |             |             |  |
|  | 2                 | Atlas                    | 3                 | Atlas               | 0 (6) | 1                 |             |             |  |   |             |             |             |  |
|  | 2                 | Atlas                    |                   |                     |       |                   |             |             |  |   |             |             |             |  |
|  | 5                 | Defensores de Cambaceres | 0                 |                     |       |                   |             |             |  |   |             |             |             |  |
|  | 5                 | Defensores de Cambaceres | 0                 |                     |       |                   |             |             |  | 1 | Atlas       | 2           |             |  |
|  |                   |                          |                   |                     |       |                   |             |             |  | 1 | Atlas       | 2           |             |  |
|  |                   |                          | 2                 | Deportivo Paraguayo | 0     |                   |             |             |  |   |             |             |             |  |
|  | 1                 | Sportivo Barracas        | 2                 | Deportivo Paraguayo | 0     | 0 (8)             |             |             |  |   |             |             |             |  |
|  | 1                 | Sportivo Barracas        |                   |                     |       |                   |             |             |  |   |             |             |             |  |
|  | 6                 | Centro Español           | 0 (7)             |                     |       |                   |             |             |  |   |             |             |             |  |
|  | 6                 | Centro Español           | 0 (7)             |                     | 1     | Sportivo Barracas | 2 (5)       |             |  |   |             |             |             |  |
|  |                   |                          |                   |                     | 1     | Sportivo Barracas | 2 (5)       |             |  |   |             |             |             |  |
|  |                   |                          | 4                 | Deportivo Paraguayo | 2 (6) |                   |             |             |  |   |             |             |             |  |
|  | 3                 | Deportivo Paraguayo      | 4                 | Deportivo Paraguayo | 2 (6) | 3                 |             |             |  |   |             |             |             |  |
|  | 3                 | Deportivo Paraguayo      |                   |                     |       |                   |             |             |  |   |             |             |             |  |
|  | 4                 | Lugano                   | 1                 |                     |       |                   |             |             |  |   |             |             |             |  |
|  | 4                 | Lugano                   | 1                 |                     |       |                   |             |             |  |   |             |             |             |  |
|  |                   |                          |                   |                     |       |                   |             |             |  |   |             |             |             |  |

#### Primera instancia
La disputaron seis equipos.

##### Tabla de ordenamiento
Se confeccionó según la ubicación de los equipos en la Etapa clasificación de la Fase primer ascenso, que ocuparon las cinco primeras posiciones, y el que obtuvo el primer puesto en la Etapa clasificación de la Fase segundo ascenso. Se emparejaron, respectivamente, los mejor con los peor posicionados.
| Orden | Equipo                   | Pos. | Ptos | J | G | E | P | GF | GC | DG |
| ----- | ------------------------ | ---- | ---- | - | - | - | - | -- | -- | -- |
| 1     | Sportivo Barracas        | 2.º  | 11   | 6 | 3 | 2 | 1 | 9  | 3  | 6  |
| 2     | Atlas                    | 4.º  | 7    | 6 | 1 | 4 | 1 | 4  | 4  | 0  |
| 3     | Deportivo Paraguayo      | 5.º  | 6    | 6 | 1 | 3 | 2 | 4  | 6  | -2 |
| 4     | Lugano                   | 6.º  | 4    | 6 | 0 | 4 | 2 | 2  | 4  | -2 |
| 5     | Defensores de Cambaceres | 7.º  | 4    | 6 | 1 | 1 | 4 | 3  | 8  | -5 |
| 6     | Centro Español           | 1.º  | 12   | 6 | 3 | 3 | 0 | 8  | 5  | 3  |

|  | Clasificados en la Etapa clasificación de la Fase por el primer ascenso. |
|  | Clasificado en la Etapa clasificación de la Fase por el segundo ascenso. |

##### Partidos
| 18 de enero, 17:10 | Sportivo Barracas | 0:0 (8:7 p.) | Centro Español | Estadio Juan Antonio Arias, San Justo |  |
|                    |                   |              |                | Árbitro(s): Lucas Ozuna               |  |

| 18 de enero, 17:10 | Atlas     | 1:0 (0:0) | Defensores de Cambaceres | Estadio José M. Moraños, Tapiales |                            |
|                    | Pérez 52' |           |                          | Árbitro(s): Nicolás Kresta        | Árbitro(s): Nicolás Kresta |

| 18 de enero, 17:10 | Deportivo Paraguayo                          | 3:1 (2:0) | Lugano    | Estadio República de Italia, Ciudad Evita |                              |
|                    | Verdún 6' · Rojas 31' · Gómez Martínez 90+3' |           | Kojro 58' | Árbitro(s): Guido Mascheroni              | Árbitro(s): Guido Mascheroni |

#### Semifinales
Las disputaron los tres ganadores de la Primera instancia y el perdedor de la final por el primer ascenso.

##### Tabla de ordenamiento
Se confeccionó según los mismos parámetros de la Primera instancia.
| Orden | Equipo              | Pos. | Ptos | J | G | E | P | GF | GC | DG |
| ----- | ------------------- | ---- | ---- | - | - | - | - | -- | -- | -- |
| 1     | Sportivo Barracas   | 2.º  | 11   | 6 | 3 | 2 | 1 | 9  | 3  | 6  |
| 2     | Liniers             | 3.º  | 9    | 6 | 2 | 3 | 1 | 5  | 5  | 0  |
| 3     | Atlas               | 4.º  | 7    | 6 | 1 | 4 | 1 | 4  | 4  | 0  |
| 4     | Deportivo Paraguayo | 5.º  | 6    | 6 | 1 | 3 | 2 | 4  | 6  | -2 |

|  | Clasificados en la Etapa clasificación de la Fase por el primer ascenso. |

##### Partidos
| 23 de enero, 17:10 | Sportivo Barracas        | 2:2 (2:1) (5:6 p.) | Deportivo Paraguayo                | Estadio República de Italia, Ciudad Evita |                            |
|                    | Tizón 14' · Martínez 24' |                    | Jurchesen 21' · Córdoba 51' (pen.) | Árbitro(s): Marcos Recalde                | Árbitro(s): Marcos Recalde |

| 23 de enero, 17:10 | Liniers                                                                             | 0:0 (5:6 p.)               | Atlas                                                                           | Estadio Carlos Alberto Sacaan, Ituzaingó |  |
|                    |                                                                                     |                            |                                                                                 | Árbitro(s): Wenceslao Meneses            |  |
|                    |                                                                                     | Tiros desde el punto penal |                                                                                 |                                          |  |
|                    | Galeano · Rajoy · Gimenez · Peyrous · Potarsky · Scire · Lynch · Barrios · González |                            | Valenzuela · Grieger · Pitarch · Correa · Pardo · Montiel · González · Martínez |                                          |  |

#### Final
La disputaron los ganadores de las Semifinales.

##### Tabla de ordenamiento
Se confeccionó según los mismos parámetros de las instancias anteriores.
| Orden | Equipo              | Pos. | Ptos | J | G | E | P | GF | GC | DG |
| ----- | ------------------- | ---- | ---- | - | - | - | - | -- | -- | -- |
| 1     | Atlas               | 4.º  | 7    | 6 | 1 | 4 | 1 | 4  | 4  | 0  |
| 2     | Deportivo Paraguayo | 5.º  | 6    | 6 | 1 | 3 | 2 | 4  | 6  | -2 |

|  | Clasificados en la Etapa clasificación de la Fase primer ascenso. |

##### Partido
| 30 de enero, 17:10                              | Atlas                        | 2:0 (1:0) | Deportivo Paraguayo | Estadio Fragata Sarmiento, Isidro Casanova |                           |
|                                                 | Valenzuela 1' · N. Pérez 50' |           |                     | Árbitro(s): Daniel Zamora                  | Árbitro(s): Daniel Zamora |
| Atlas obtuvo el segundo ascenso a la Primera C. |                              |           |                     |                                            |                           |

## Goleadores
| Jugador           | Equipo               | Goles |
| ----------------- | -------------------- | ----- |
| Emanuel Díaz      | Claypole             | 4     |
| Nazareno Gómez    | Puerto Nuevo         | 4     |
| Maximiliano Saura | Centro Español       | 4     |
| Guido Campagnoli  | Argentino de Rosario | 3     |
| Lucas Martínez    | Sportivo Barracas    | 3     |
| Gonzalo Villafañe | Muñiz                | 3     |